# Điểm Feynman
Điểm Feynman là một chuỗi sáu chữ số 9 bắt đầu ở vị trí thứ 762 sau dấu phẩy của số π. Nó được đặt theo tên của nhà vật lý Richard Feynman, người đã nói trong một bài giảng của ông rằng ông muốn nhớ các chữ số sau dấy phẩy của số π đến điểm này, để ông có thể đọc chúng cho người khác và nói "chín chín chín chín chín chín và vân vân", ngụ ý một cách đùa bỡn nói π là số hữu tỉ.

Trong vài trăm chữ số đầu tiên của số Pi chứa khá nhiều đôi chữ số liên tiếp (được đánh dấu màu vàng trong hình), và một vài bộ ba (được đánh dấu màu xanh lá cây). Sự hiện diện của chuỗi sáu số 9 (được đánh dấu màu đỏ), được mệnh danh là "điểm Feynman", trong một mẫu nhỏ như vậy thì đây là một sự bất thường hấp dẫn.

## Thống kê liên quan
Chuỗi sáu chữ số giống nhau liên tiếp tiếp theo lại xuất hiện với chữ số 9, bắt đầu từ vị trí 193.034. Tiếp theo là sáu chữ số 8 giống nhau ở vị trí 222.299, và sáu chữ số 0 giống nhau ở vị trí 1.699.927. Một chuỗi chín chữ số 6 (666.666.666) xảy ra tại vị trí 45.681.781.
Dãy 123456789 xuất hiện bắt đầu ở vị trí thứ 523.551.502 sau dấu phẩy.
Đôi khi điểm Feynman được định nghĩa là lần xuất hiện đầu tiên của một dãy liên tiếp bốn hoặc năm chữ số giống nhau. Ví dụ, điểm Feynman đối với chữ số 7 là bốn chữ số 7 ở vị trí 1589.

## Chuỗi thập phân
1001 chữ số đầu tiên của π (1000 chữ số thập phân), bao gồm điểm Feynman gạch dưới và màu đỏ:
| 3. | 1415926535 8979323846 2643383279 5028841971 6939937510 5820974944 5923078164 0628620899 8628034825 3421170679 8214808651 3282306647 0938446095 5058223172 5359408128 4811174502 8410270193 8521105559 6446229489 5493038196 4428810975 6659334461 2847564823 3786783165 2712019091 4564856692 3460348610 4543266482 1339360726 0249141273 7245870066 0631558817 4881520920 9628292540 9171536436 7892590360 0113305305 4882046652 1384146951 9415116094 3305727036 5759591953 0921861173 8193261179 3105118548 0744623799 6274956735 1885752724 8912279381 8301194912 9833673362 4406566430 8602139494 6395224737 1907021798 6094370277 0539217176 2931767523 8467481846 7669405132 0005681271 4526356082 7785771342 7577896091 7363717872 1468440901 2249534301 4654958537 1050792279 6892589235 4201995611 2129021960 8640344181 5981362977 4771309960 5187072113 4999999837 2978049951 0597317328 1609631859 5024459455 3469083026 4252230825 3344685035 2619311881 7101000313 7838752886 5875332083 8142061717 7669147303 5982534904 2875546873 1159562863 8823537875 9375195778 1857780532 1712268066 1300192787 6611195909 2164201989 |